# Maria Lindström
Maria Elisabeth Lindström (Västervik, 7 maart 1963) is een voormalig tennisspeelster uit Zweden.

## Loopbaan
Zij kwam tussen 1985 en 1996 22 maal uit voor Zweden op de Fed Cup – zij behaalde daar een winst/verlies-balans van 9–13.
Haar beste enkelspelresultaat op de grandslamtoernooien (de derde ronde) bereikte zij op het Australian Open 1988, haar beste dubbelspelresultaat (de kwartfinale) op het Australian Open 1988 met de Australische Alison Scott, alsmede op Wimbledon 1988 aan de zijde van de Duitse Claudia Porwik.
In 1992 kwam ze samen met haar landgenote Catarina Lindqvist voor Zweden uit op de Olympische Zomerspelen van Barcelona in het damesdubbelspeltoernooi.

## Posities op deWTA-ranglijst
Positie per einde seizoen:
| jaar | rang enkelspel | rang dubbelspel |
| ---- | -------------- | --------------- |
| 1983 | 248            | –               |
|      |                |                 |
| 1985 | 138            | –               |
| 1986 | 148            | 121             |
| 1987 | 114            | 157             |
| 1988 | 136            | 74              |
| 1989 | 188            | 78              |
| 1990 | 346            | 64              |
| 1991 | 275            | 155             |
| 1992 | 341            | 123             |
| 1993 | 539            | 108             |

## Resultaten grandslamtoernooien
| Legenda | Legenda                          |
| ------- | -------------------------------- |
| g.t.    | geen toernooi gehouden           |
| l.c.    | lagere categorie                 |
| –       | niet deelgenomen                 |
| G       | uitgeschakeld in de groepsfase   |
| 1R      | uitgeschakeld in de eerste ronde |
| 2R      | uitgeschakeld in de tweede ronde |
| 3R      | uitgeschakeld in de derde ronde  |
| 4R      | uitgeschakeld in de vierde ronde |
| KF      | uitgeschakeld in de kwartfinale  |
| HF      | uitgeschakeld in de halve finale |
| F       | de finale verloren               |
| W       | het toernooi gewonnen            |
| w-v     | winst/verlies-balans             |

### Enkelspel
| toernooi        | 1985 | 1986 | 1987 | 1988 | 1989 |
| --------------- | ---- | ---- | ---- | ---- | ---- |
| Australian Open | –    | g.t. | –    | 3R   | 1R   |
| Roland Garros   | –    | 1R   | 1R   | 1R   | –    |
| Wimbledon       | –    | –    | –    | 1R   | –    |
| US Open         | 1R   | –    | –    | 1R   | –    |

### Vrouwendubbelspel
| toernooi        | 1985 | 1986 | 1987 | 1988 | 1989 | 1990 | 1991 | 1992 | 1993 | 1994 | 1995 | 1996 |
| --------------- | ---- | ---- | ---- | ---- | ---- | ---- | ---- | ---- | ---- | ---- | ---- | ---- |
| Australian Open | 1R   | g.t. | –    | KF   | 1R   | 3R   | 2R   | –    | –    | –    | 2R   | 2R   |
| Roland Garros   | –    | 1R   | 1R   | 3R   | –    | 2R   | –    | 1R   | 2R   | –    | 2R   | 2R   |
| Wimbledon       | –    | 2R   | 2R   | KF   | 1R   | 2R   | –    | –    | –    | 1R   | 2R   | 1R   |
| US Open         | –    | 1R   | –    | 1R   | 3R   | 2R   | 1R   | –    | 1R   | 1R   | 1R   | 1R   |

### Gemengd dubbelspel
| Australian Open | 1R | 1R | –  | –  | –  |
| Roland Garros   | –  | 1R | –  | 1R | –  |
| Wimbledon       | –  | –  | 1R | 1R | 1R |
| US Open         | –  | –  | –  | –  | –  |

## Palmares
| Legenda                |
| ---------------------- |
| Grandslamtoernooi      |
| Olympische Spelen      |
| Year-End Championships |
| Tier I                 |
| Tier II                |
| Tier III               |
| Tier IV & V            |

### WTA-finaleplaatsen enkelspel
geen

### WTA-finaleplaatsen vrouwendubbelspel
| nr.              | finale     | toernooi   | ondergrond | partner          | tegenstandsters                           | score         |
| ---------------- | ---------- | ---------- | ---------- | ---------------- | ----------------------------------------- | ------------- |
| gewonnen finales |            |            |            |                  |                                           |               |
| 1.               | 1989-04-30 | WTA Taipei | hardcourt  | Heather Ludloff  | Cecilia Dahlman Nana Miyagi               | 4-6, 7-5, 6-3 |
| 2.               | 1994-10-30 | WTA Essen  | tapijt (i) | Maria Strandlund | Jevgenia Manjoekova Leila Meschi          | 6-2, 6-1      |
| verloren finales |            |            |            |                  |                                           |               |
| 1.               | 1988-05-22 | WTA Genève | gravel     | Claudia Porwik   | Christiane Jolissaint Dianne Van Rensburg | 1-6, 3-6      |
| 2.               | 1995-05-14 | WTA Praag  | gravel     | Maria Strandlund | Linda Harvey-Wild Chanda Rubin            | 7-6, 3-6, 2-6 |

### Gewonnen ITF-toernooien enkelspel
| nr. | finale     | toernooi | dotatie | ondergrond | tegenstandster in finale | score         |
| --- | ---------- | -------- | ------- | ---------- | ------------------------ | ------------- |
| 1.  | 1985-07-21 | Båstad   | $25.000 | gravel     | Olga Votávová            | 4-6, 6-3, 7-5 |